# Xavier Villaurrutia
Xavier Villaurrutia (Mexikóváros, 1903. március 27. – 1950. december 25.) mexikói író és költő.

## Élete
1903. március 27-én Mexikóvárosban, polgári családban született és családja előszeretettel viseltetett a francia kultúra iránt, amely nemcsak Xavier neveltetését befolyásolta, de későbbi irodalmi ízlését és saját művét is. Villaurrutia szoros kapcsolatban állt a Contemporáneos-csoporttal. Ő írta a forgatókönyvet Fernando de Fuentes filmjéhez, az 1936-ban bemutatott Vámonos con Pancho Villához, amely a latin-amerikai filmtörténet egyik legsikeresebb filmalkotásává avanzsált. Az argentin Sur kikötő gondozásában jelent meg 1938-ban a Nostalgia de la muerte első kiadása, amelyben nagyrészt az 1920–1930 közötti évek között íródott versek kerültek. 1940 körül Villaurrutia írta az előszót Paul Valéry, Rainer Maria Rilke és Paul Morandsda több művének a fordításához.
Élettársa Agustín Lazo festőművész volt, akivel közösen írták a La mulata de Córdoba c. drámát.
Villaurrutia 1950. karácsony napján szívinfarktusban halt meg a hivatalos jegyzőkönyv szerint. Néhány nappal később öngyilkosságról beszélt a sajtó. Hogy valójában mi történt, máig tisztázatlan.
Octavio Paz ismerte fel, hogy Villaurrutia már korai verseiben rendkívül jó ritmusérzékkel szőtte verseit és képei törékenyen finom szálakkal kötötték össze a szem és a fül benyomásait. Xavier Villaurrutia munkásságát mindezen képességei mellett nagyban befolyásolta nemcsak Ramón López Velarde, de több más mexikói költő is, többek között Alí Chumacero.

## Művei
- Reflejos (1926)
- Nocturnos (1933)
- Nostalgia de la muerte (1938)
- Décima muerte (1941)
- Canto a la primavera y otros poemas (1948)
- Autos profanos (1943)
- Invitación a la muerte (1944)
- La mulata de Córdoba (1948)
- Tragedia de las equivocaciones (1951)